# Sången dom spelar när filmen är slut
Sången dom spelar när filmen är slut är ett studioalbum av Peter LeMarc från 1991. Skivan sålde platina (100 000 exemplar). Albumet innehåller singlarna "Är det därför jag älskar dej så?", en duett mellan LeMarc och Lisa Nilsson, "Evelina", "Little Willie John" samt titelspåret "Sången dom spelar när filmen är slut".

## Bakgrund
De flesta av låtarna till Sången dom spelar när filmen är slut skrevs i november 1990 i källaren till LeMarcs svärföräldrar hus, strax utanför Trollhättan. Han hade tillfälligt återvänt till sin hemstad för att finna inspiration och arbetsro. En fredagkväll tog LeMarc en promenad genom staden. Han återger i sin självbiografi 100 sånger & sanningen bakom dem (2009) hur han "passerade kanalen, över järnvägsbron. Mot slussarna och ner till älven [...] Utan att egentligen vara medveten om det flöt minnen och berättelser upp till ytan. Förvrängda hågkomster från ungdomsåren kom fram [...] Jag mindes den nerlagda mjölkbutiken med sina stora fönster." Resultatet blev låten Little Willie John.
 Förutom den skrevs här också Är det därför jag älskar dej så?, Säg som det är, Nonsomdu, Ett av dom sätt, Båten över och Gråt!.

## Inspelning
Inspelningen av skivan inleddes strax efter nyår 1991 i skivbolaget MNWs studio på Repslagargränd 1 i Vaxholm, knappt fyra mil norr om Stockholm. Producent var som vid tidigare skivor Tony Thorén. Efter en knapp vecka i studion gjordes ett uppehåll i inspelningarna. I mars, samma år, fortsatte LeMarc att skriva låtar i källaren i sin familjs villa i Hägersten i Stockholm. Här skrevs Drivved, Sången dom spelar när filmen är slut och Evelina. I maj återupptogs studioinspelningarna.

## Mottagande
I augusti 1991 släpptes skivan på CD och vinyl. Skivan mottogs med mestadels positiva recensioner. Den sålde under hösten platina (100 000 exemplar).

## Låtlista
1. Evelina (tagning ett)
2. Sången dom spelar när filmen är slut
3. Säg som det är
4. Evelina
5. Båten över
6. Ditt öppna fönster
7. Nonsomdu
8. Är det därför jag älskar dej så?
9. Ett av dom sätt
10. Gråt!
11. Little Willie John
12. Drivved

## Medverkande
- Peter LeMarc – sång, gitarr
- Tony Thorén – bas, producent
- Pelle Sirén – gitarr
- Claes von Heijne – piano, orgel
- Werner Modiggård – trummor
- Torbjörn Hedberg – klaviatur
- Thomas Opava – slagverk
- Janne Oldaeus – sologitarr ("Little Willie John")
- Lisa Nilsson – sång ("Är det därför jag älskar dej så?")
- Peter Hallström – kör

## Listplaceringar
| Lista (1991) | Topplacering |
| ------------ | ------------ |
| Sverige      | 6            |